# Godfrey Armel
Godfrey Denis Armel (16 agosto 1985) è un ex calciatore seychellese, di ruolo difensore.